# Wolkenstein-Rodenegg

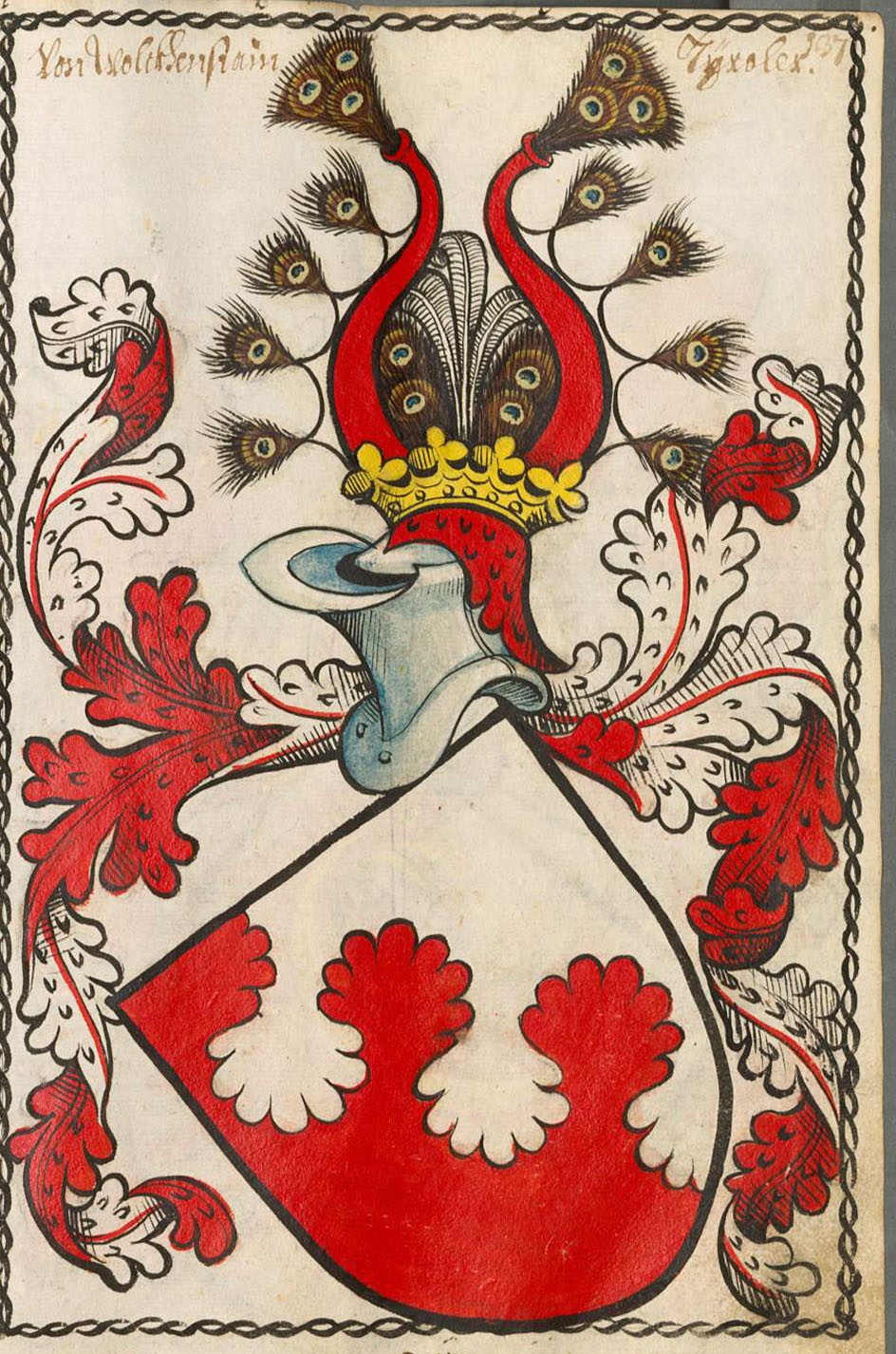
Wappen des Geschlechts Wolkenstein aus dem Scheiblerschen Wappenbuch.

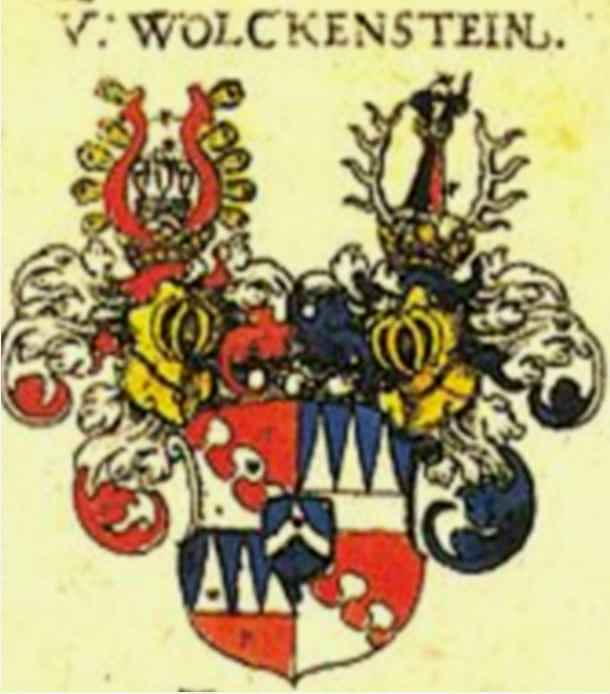
Wappen Wolkenstein-Rodenegg im Siebmacher

Beim Geschlecht Wolkenstein-Rodenegg (auch Wolkenstein-Rodeneck) handelt es sich um ein Adelsgeschlecht in Tirol, dessen Wurzeln bis in das 12. Jahrhundert zurückreichen. Die Familie Wolkenstein ist eine Seitenlinie der Herren von Villanders. 1293 erwarb die Familie die Burg und das Gericht Wolkenstein, von dem sich der spätere Familienname ableitet. Der Beiname bezieht sich auf Schloss Rodenegg bei Rodeneck, Südtirol.

## Geschichte

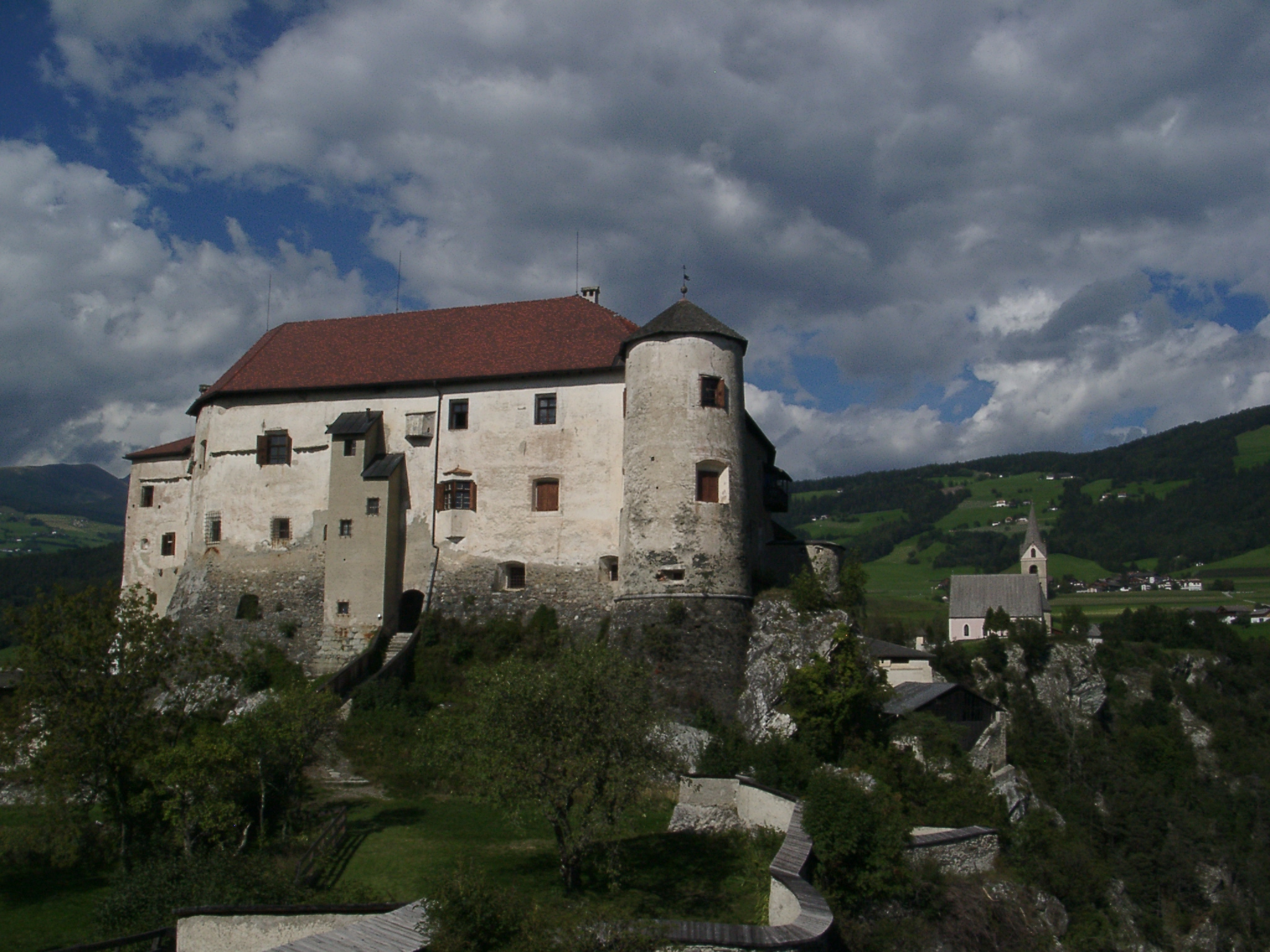
Schloss Rodenegg

Das Geschlecht spaltete sich Anfang des 15. Jahrhunderts als Seitenlinie des Geschlechts Wolkenstein-Trostburg ab und geht auf den spätmittelalterlichen Dichterkomponisten Oswald von Wolkenstein (um 1377–1445) zurück, den jüngeren Bruder von Michael von Wolkenstein auf Trostburg († 1443). Oswald selbst besaß allerdings nicht das Schloss Rodenegg, sondern erhielt bei der Erbteilung mit seinen Geschwistern 1407 lediglich einen Dritteil der Burg Hauenstein, die erst 1427 in seinen Alleinbesitz kam. Rodenegg war landesfürstlich, stand jedoch unter der Nutznießung von Oswalds Schwester Martha, verheiratete von Liechtenstein auf Burg Karneid. Mit ihr hatten Oswald und sein Bruder Michael einen Erbstreit, der erst 1425 beigelegt wurde. 1491 ging die Burg Rodenegg schließlich an die Nachfahren des 1445 verstorbenen Oswald von Wolkenstein über, die Freiherren (und späteren Grafen) von Wolkenstein-Rodenegg, die die Anlage im 16. Jahrhundert vergrößerten und schlossähnlich ausbauten.
Als im Jahre 1500 mit Leonhard von Görz der letzte der Grafen von Görz verstarb, fiel die Grafschaft laut einem Erbvertrag Kaiser Maximilian I. zu. Dieser wiederum verlieh sie zuerst an Virgil von Graben, welche diese als kaiserlicher Statthalter verwaltete. Danach wurde die Grafschaft Görz, um daraus den hohen Geldbedarf für die Rüstung und Verteidigung zu lukrieren, an Maximilians Landhofmeister Michael von Wolkenstein verkauft. Derselbige Michael von Wolkenstein war auch im Besitz der Hohen Herrschaft von Lienz gewesen. Durch den finanziellen Schaden, der im Jahre 1609 beim Stadtbrand in Lienz entstand, sahen sich die Freiherrn von Wolkenstein 1647 gezwungen, die Grafschaft an die Tiroler Landesfürsten zurückzugeben, die sie an das Damenstift in Hall in Tirol verkauften.
Ab 1568 war Christoph von Wolkenstein-Rodenegg Alleingewerke des Prettauer Kupferbergwerks, das die Familie seiner Frau, die von Welsperg, seit etwa 1500 betrieben hatten. Er brachte das von Raubbau gezeichnete Werk durch bedeutende Investitionen wieder in die Höhe. Den Handel mit dem Kupfer zog er an sich und baute in Lienz eine Messinghütte (1564). Die Wirtschaftskrise zu Beginn des Dreißigjährigen Krieges, Inflation und Raubbau führten 1643 zur Zwangsverwaltung und 1654 zum Verkauf. Christoph von Wolkenstein-Rodenegg legte auf Schloss Rodenegg eine bedeutsame Bibliothek an.
1564 erlangte das Geschlecht den Freiherrenstand und wurde 1628 in den Reichsgrafenstand erhoben.
Große Teile des Archivs Wolkenstein-Rodenegg befinden sich seit dem 19. Jahrhundert im Historischen Archiv des Germanischen Nationalmuseums in Nürnberg.
(siehe auch Stammliste der Wolkenstein)

## Namensträger
- Oswald von Wolkenstein (um 1377–1445) Sänger, Dichter, Komponist und Politiker
- Oswald von Wolkenstein-Rodenegg der Jüngere (Sohn des Dichterkomponisten)
- Veit von Wolkenstein-Rodenegg († 1498), Ritter[2]
- Nikolaus von Wolkenstein-Rodenegg (1587–1624), Bischof von Chiemsee
- Michael von Wolkenstein-Rodenegg († 1523), Ritter, Träger des Ordens vom Goldenen Vlies
- Georg Ulrich Graf von Wolkenstein-Rodenegg, Gesandter des Hauses Österreich beim Westfälischen Friedenskongress
- Claudia Seraphica von Wolkenstein-Rodeneck (1625–1688), Äbtissin im Stift Freckenhorst und im Stift Heerse
- Theodor von Wolkenstein-Rodenegg († 1795) kaiserlicher General
- Wenzel von Wolkenstein-Rodenegg (1770–1805) k. k. Major
- Arthur von Wolkenstein-Rodenegg (1837–1907), österreichischer Adeliger, Schriftsteller und Politiker

## Nachweise
1. ↑  Anton Dörrer: Die Bibliothek des Freiherrn Christoph von Wolkenstein auf Schloß Rodenegg: ein adeliges Gegenstück zur landesfürstlichen Ambraser Sammlung. In: Zentralblatt für Bibliothekswesen 58 (1941), S. 18–43.
2. ↑  Zu ihm vgl. Hans von Voltelini: Wolkenstein, Veit Freiherr von. In: Allgemeine Deutsche Biographie (ADB). Band 44, Duncker & Humblot, Leipzig 1898, S. 140 f.